# 谌伟
谌伟（1960年8月—），男，汉族，安徽寿县人，中华人民共和国政治人物。

## 生平
1984年7月参加工作，1985年2月加入中国共产党。1980年9月，进入安徽师范大学中文系学习。1984年7月毕业留校工作，担任安徽师范大学中文系政治辅导员，分团委副书记（副科）。1989年3月，调任淮南市人事局调研室秘书，人才交流中心副主任（正科）。1993年7月，任淮南市政府办公室秘书科主任科员，办公室副主任。1997年2月，任淮南市委宣传部副部长，市文明办主任。1998年2月，兼任淮南市政府副秘书长。2001年6月至2002年5月，任淮南市潘集区委副书记、区政府代区长、区政府区长。2002年5月，任淮南市潘集区委书记。同年12月，兼任淮南市潘集区人大常委会主任。
2008年1月，升任淮南市政府副市长。2012年1月，转任淮北市政府副市长。2015年2月，淮北市委常委、市政府副市长。2015年11月，任淮北市委常委、秘书长、市委统战部部长。2018年1月，当选淮北市政协主席。2022年1月，不再担任淮北市政协主席职务。